# Eero Ritala
Eero Ritala, född 30 mars 1983 i Esbo, är en finländsk skådespelare.
Eero Ritala är utbildad vid Teaterhögskolan i Helsingfors. Han har bland annat medverkat i TV-serien Onnela där han spelade Antti Hyvärinen, en av huvudrollerna. I filmen Lilla Sibirien spelar han prästen Joel som är en av filmens huvudkaraktärer. Han har även medverkat i filmen Sihja, Rebellälvan.

## Filmografi (i urval)
- 2017–2023 – Onnela (TV-serie)
- 2021 – Sihja, Rebellälvan
- 2025 – Lilla Sibirien